# Processing (linguagem de programação)
Processing é uma linguagem de programação de código aberto e ambiente de desenvolvimento integrado (IDE), construído para as artes eletrônicas e comunidades de projetos visuais com o objetivo de ensinar noções básicas de programação de computador em um contexto visual e para servir como base para cadernos eletrônicos. O projeto foi iniciado em 2001 por Casey Reas e Ben Fry, ambos ex-membros  do Grupo de Computação do MIT Media Lab. Um dos objetivos do Processing é atuar como uma ferramenta para não-programadores iniciados com a programação, através da satisfação imediata com um retorno visual. A linguagem tem por base as capacidades gráficas da linguagem de programação Java, simplificando características e criar alguns novos.

## Características

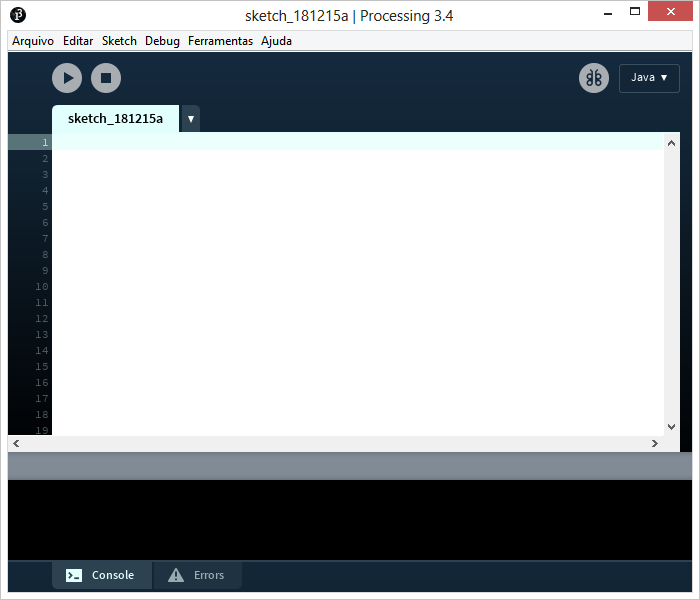
Ambiente de desenvolvimento integrado da linguagem Processing, geralmente denominado de sketchbook.

Processing é considerado um sketchbook, uma alternativa de organização de projetos sem ser o um IDE padrão.
Cada esboço (sketch) de Processing é realmente uma subclasse do Java PApplet classe que implementa a maioria das funcionalidades da Linguagem Processing.
Ao programar em Processing, todas classes adicionais definidas serão tratados como classes internas quando o código é traduzido para Java puro antes de compilar. Isso significa que o uso de variáveis e métodos estáticos em classes é proibido a menos que você diga que deseja o processamento para o código no modo de Java puro.

## Exemplos

### Olá mundo
Imprime o texto Olá mundo no terminal do sketchbook.
```
println
(
"Olá mundo!"
);

```

O exemplo abaixo cria uma janela com o texto Olá mundo!.        
```
void
 
setup
()
 
{

 
// defina o tamanho da janela  & habilita anti-aliasing

 
size
(
200
,
 
200
);

 
smooth
();

 
// Define cor da "tinta", fonte, e alinhamento do texto renderizado.

 
fill
(
0
);
  
// Black

 
// Configura a fonte (A fonte padrão do sistema é Sans Serif)

 
textFont
(
createFont
(
"SansSerif"
,
18
));

 
textAlign
(
CENTER
);

 
noLoop
();
  
// draw() only once

}

 

void
 
draw
()
 
{

 
// Desenha o texto na tela usando a fonte previamente definida

 
text
(
"Olá mundo!"
,
 
width
/
2
,
 
height
/
2
);

}

```

### Desenho
Essa ferramenta possui grande facilidade para criação e manipulação de desenhos, o exemplo abaixo cria uma janela com uma linha na diagonal com apenas duas linhas de código.
```
//Cria uma janela de tamanho 100 por 100

size
(
100
,
100
);

//Desenha uma linha na diagonal

line
(
0
,
 
0
,
 
width
,
 
height
);

```

## Prêmios
Em 2005 Reas e Fry receberam o prêmio Golden Nica da Ars Electronica na categoria Net Vision por seu trabalho com Processing.
Um dos criadores, Ben Fry, recebeu o 2011 National Design Award dado pelo the Smithsonian Cooper-Hewitt National Design Museum na categoria Interaction Design.

## A Fundação Processing
Em 2012 foi criada a Fundação Processing (Processing Foundation) entidade sem fins de lucro, classificada nos EUA como 501(c)(3), apoiando a comunidade em torno das ferramentas e ideias iniciadas com Processing. A fundação encoraja as pessoas em todo o mundo a se reunir anualmente em eventos locais chamados "Processing Community Day".

## Processing Community Day
Em 21 de outubro de 2017, aconteceu pela primeira vez no MIT Media Lab o Processing Community Day. Com a participação de mais de 200 pessoas no espaço naquele dia. E desde então tem se espalhado por cada vez mais cidades, com o incentivo da Processing Foundation.